# Moritz Moos

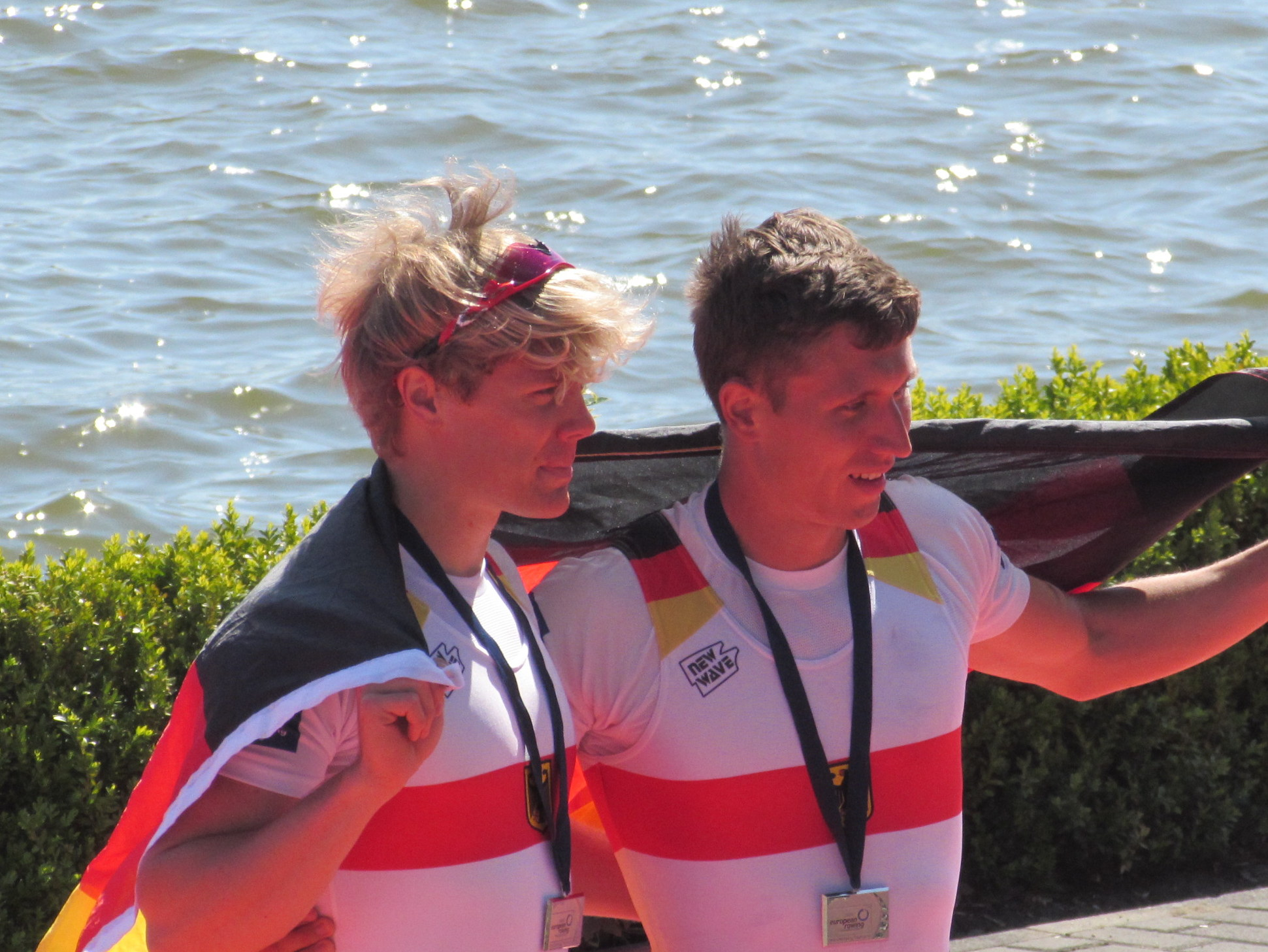
Jason Osborne und Moritz Moos (rechts) bei der Ruder-EM 2016

Moritz Moos (* 15. März 1994 in Mainz) ist ein deutscher Leichtgewichts-Ruderer.
Der Deutsche Meister von 2016 im Leichtgewichts-Einer gewann 2012 und 2015 zusammen mit Jason Osborne den Meistertitel im Leichtgewichts-Doppelzweier.
Bei den Junioren-Weltmeisterschaften 2012 belegte Moos den vierten Platz im Einer. 2013 gewann er zusammen mit Jason Osborne den Titel im Leichtgewichts-Doppelzweier bei den U23-Weltmeisterschaften. Bei den Weltmeisterschaften 2013 ohne Altersbeschränkung erhielt der deutsche Leichtgewichts-Doppelvierer mit Moritz Moos, Julius Peschel, Jonas Schützeberg und Jason Osborne die Silbermedaille hinter dem griechischen Boot. 2014 wiederholten Moos und Osborne ihren Sieg bei den U23-Weltmeisterschaften, bei den Weltmeisterschaften 2014 ruderten die beiden auf den fünften Platz. Ein Jahr später sicherten sich die beiden mit dem sechsten Platz bei den Weltmeisterschaften 2015 die direkte Qualifikation für die Olympischen Spiele 2016. In das Olympiajahr 2016 starteten Moos und Osborne mit der Silbermedaille bei den Europameisterschaften in Brandenburg an der Havel hinter dem irischen Leichtgewichts-Doppelzweier. Bei den Olympischen Spielen 2016 belegten sie den neunten Platz.
2017 und 2018 ruderte Moos im Leichtgewichts-Doppelvierer. Bei den Weltmeisterschaften 2018 in Plowdiw gewann er zusammen mit Joachim Agne, Max Röger und Florian Roller den Weltmeistertitel.
Der 1,76 m große Moritz Moos startet für den Mainzer Ruder-Verein von 1878. Er wird von Robert Sens trainiert.